# Якамара трипала
Якамара трипала (Jacamaralcyon tridactyla) — вид дятлоподібних птахів родини якамарових (Galbulidae).
Вид є ендеміком Бразилії. Його природним середовищем проживання субтропічні або тропічні сухі ліси, субтропічні або тропічні вологі ліси низовини, і плантації. Він перебуває під загрозою втрати місць проживання.